# بيط صلب
بيط صلب (الاسم العلمي: Bittium robustum) هو نوع من الرخويات يتبع جنس البيط من الفصيلة القرطيونية.